# Distretto di Tomas
Il distretto di Tomas è uno dei trentatré distretti della provincia di Yauyos, in Perù. Si trova nella regione di Lima e si estende su una superficie di 299,27 chilometri quadrati.
Istituito il 16 ottobre 1933, ha per capitale la città di Tomas.